# Arhiepiscopia Argeșului și Muscelului
Arhiepiscopia Argeșului și Muscelului este o eparhie din cadrul Mitropoliei Munteniei și Dobrogei a Bisericii Ortodoxe Române. Are sediul la Curtea de Argeș și este condusă de arhiepiscopul Calinic Argatu.
Pe 26 septembrie 2009 a fost ridicată la rangul de arhiepiscopie.

## Episcopi ai Argeșului și Muscelului:
| Episcopi ai Argeșului               |                           |                                                                                 |
| 1793 - 1820                         | Iosif Sevastias           |                                                                                 |
| 1820 - 1823                         | Ilarion Gheorghiadis      | prima oară                                                                      |
| 1823 - 1828                         | Grigorie Râmniceanul      |                                                                                 |
| 1828 - 1845                         | Ilarion Gheorghiadis      | a doua oară                                                                     |
| 1845 - 1849                         | Samuil Tărtășescu-Sinadon | locțiitor de episcop                                                            |
| 1850 - 1862                         | Climent Găiseanu          |                                                                                 |
| 1862 - 1865                         | Neofit Scriban            | locțiitor de episcop, prima oară                                                |
| 1865 - 1868                         | Ghenadie Țeposu           |                                                                                 |
| 1868 - 1873                         | Neofit Scriban            | a doua oară                                                                     |
| 1873 - 1875                         | Iosif Naniescu            |                                                                                 |
| 1876 - 1893                         | Ghenadie Petrescu         |                                                                                 |
| 1894 - 1911                         | Gherasim Timuș            |                                                                                 |
| 1912 - 1917                         | Calist Ialomițeanu        |                                                                                 |
| 1917 - 1918                         | Evghenie Humulescu        | locțiitor de episcop, prima oară                                                |
| 1918                                | Teofil Mihăilescu         |                                                                                 |
| 1919 - 1920                         | Vartolomeu Stănescu       | locțiitor de episcop                                                            |
| 1920 - 1921                         | Evghenie Humulescu        | locțiitor de episcop, a doua oară                                               |
| 1921 - 1923                         | Visarion Puiu             | locțiitor de episcop                                                            |
| 1923                                | Evghenie Humulescu        | locțiitor de episcop, a treia oară                                              |
| 1923 - 1936                         | Nichita Duma              |                                                                                 |
| 1936 - 1940                         | Grigorie Leu              |                                                                                 |
| 1940 - 1941                         | Dionisie Erhan            | locțiitor de episcop                                                            |
| 1941 - 1944                         | Emilian Antal             |                                                                                 |
| 1944 - 1949                         | Iosif Gafton              | La 5 februarie 1949, prin reorganizare, Episcopia Argeșului a fost desființată. |
| Episcopi ai Argeșului și Muscelului |                           |                                                                                 |
| 1990 - prezent                      | Calinic Argatu            |                                                                                 |